# 다크 캐슬 엔터테인먼트
다크 캐슬 엔터테인먼트(Dark Castle Entertainment)는 1999년 조엘 실버와 로버트 제메키스가 공동으로 설립한 공포 영화 전문 제작사이다.
실버 픽처스의 자회사이면서 설립이전부터 워너 브라더스에서 파트너쉽을 맺어서인지 창립때부터 2011년까지 워너 브라더스에서 배급을 맡게 되었다.
2012년 실버 픽처스가 유니버설 픽처스로 파트너사가 바뀌면서 자연스럽게 배급망도 유니버설로 넘어가게 된다. 단. 유니버설에서 배급하는 블룸하우스 프로덕션의 제작영화는 관여하지 않기로 했다.

## 주요 제작 작품
| 개봉 연도 | 영화 제목         | 감독            |
| --------- | ----------------- | --------------- |
| 1999      | 헌티드 힐         | 윌리엄 말론     |
| 2001      | 13 고스트         | 스티브 백       |
| 2002      | 고스트 쉽         | 스티브 백       |
| 2003      | 고티카            | 마티유 카소비츠 |
| 2005      | 하우스 오브 왁스  | 자움 콜렛-세라  |
| 2007      | 리핑: 10개의 재앙 | 스티븐 홉킨스   |
| 2007      | 헌티드 힐 2       | 빅터 가르시아   |
| 2008      | 락큰롤라          | 가이 리치       |
| 2009      | 오펀: 천사의 비밀 | 자움 콜렛-세라  |
| 2009      | 화이트 아웃       | 도미닉 세나     |
| 2009      | 힐즈 런 레드      | 데이브 파커     |
| 2009      | 닌자 어쌔신       | 제임스 맥테이그 |
| 2010      | 루저스            | 실베인 화이트   |
| 2010      | 스플라이스        | 빈센조 나탈리   |
| 2011      | 언노운            | 자움 콜렛-세라  |
| 2012      | 유령              | 토드 링컨       |
| 2012      | 더 팩토리         | 모건 오닐       |
| 2013      | 불릿 투 더 헤드   | 월터 힐         |
| 2013      | 겟어웨이          | 코트니 솔로몬   |
| 2017      | 서버비콘          | 조지 클루니     |

## 같이 보기
- 윌리엄 캐슬
- 조엘 실버
- 로버트 저메키스
- 워너 브라더스 픽처스
- 컬럼비아 픽처스
- 블럼하우스 프로덕션스
- 플래티넘 듄스
- 트위스티드 픽처스